# Tomáš Řenč
Tomáš Řenč es un deportista checo que compite en triatlón. Ganó una medalla de bronce en el Campeonato Europeo de Triatlón de Larga Distancia de 2019.

## Palmarés internacional
| Campeonato Europeo | Campeonato Europeo    | Campeonato Europeo | Campeonato Europeo |
| Año                | Lugar                 | Medalla            | Prueba             |
| ------------------ | --------------------- | ------------------ | ------------------ |
| 2019               | Almere (Países Bajos) | Medalla de bronce  | Individual         |